# Лук Лаукс
Лук Лаукс (фр. Luc Luycx,нід. Luc Luycx) — бельгійський комп'ютерний інженер та дизайнер монет, відомий завдяки розробці дизайну монет євро.
Лук Лаукс народився 11 квітня 1958 року в Алсті, в провінції бельгійської частини Західної Фландрії, мешкає в Дендермонде. Співробітник Королівському бельгійському монетному дворі протягом 15 років, у 1997 році він виграв конкурс на проєктування загальних сторін євро (марочні вина з 1999 по 2005 рік) які були введені в обіг 1 січня 2002 року.

## Роботи Лаукса
Лаукс розробив бельгійські макетні монети і франк. Він також вигравіював пам'ятні медалі та штампи для Пошти (нині BPOST).
У 1996 році в кожній державі Європейського союзу (за винятком Данії) був проведений конкурс, щоб визначити дизайн карбування загальних сторін євро. Протягом цього року Лук Лаукс розробив свою серію монет з використанням CorelDRAW і представив їх на конкурс. Його проєкти сподобались широкій європейській громадськості, в Європейській Комісії і в Європарламенті, а 13 червня 1997 року Європейська Рада оголосила про те, що проєкти Лаукса були обрані. Він отримав винагороду 24000 ECU за його переможні серії монет. Його проєкти представлені на всіх монетах євро, в супроводі з його підписом — дві з'єднаних букви L.
Лук Лаукс також автор численних інших робіт:
- він вигравіював бельгійську пам'ятну монету 2 євро 2005 року, випущену з нагоди Бельгійсько-Люксембурзького економічного союзу. Це перша монета євро яка була розроблена тим же художником як на зворотному так і на лицьовій стороні. Їх було викарбувано 6 мільйонів одиниць;
- він вигравіював бельгійську пам'ятну монету 2 євро 2006 року, випущену з нагоди повторного відкриття «Атоміуму».

Коли король Бельгії Альберт II (1934) відрікся від престолу у 2013 році, його старший син, Філіп (1960), прийняв присягу монарха. У зв'язку з вступом нового короля, Бельгія оновила національну сторону своїх монет євро в наступному 2014 році. Лаукс був відповідальний за дизайн образу нового монарха, який замінив попередні образи Альберта.